# 麻績村立筑北中学校
麻績村立筑北中学校（おみそんりつ ちくほくちゅうがっこう）は、長野県東筑摩郡麻績村大字麻にある麻績村立の中学校。2019年度までは麻績村筑北村学校組合立筑北中学校（おみむらちくほくむらがっこうくみあいりつ ちくほくちゅうがっこう）であったが、筑北村の脱退による学校組合解散に伴い、2020年度より麻績村立となっている。2020年現在の生徒数は55名。

## 歴史

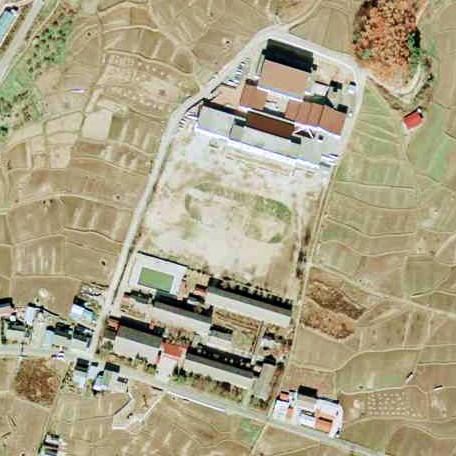
校舎改築（上が現校舎、1975年、国土地理院撮影）

1951年（昭和26年）、麻績村・日向村・坂井村の当時3か村からなる学校組合により設置された。本校開校前は各村の中学生は小学校併設の中学校に通学していた。1975年（昭和50年）に校舎を改築した際、図書館が8教室分の広さ（540平方メートル）を持つ大規模なオープンスペースとして整備された。平成の大合併で坂井村が本城村・坂北村と合併し筑北村となった以降も、坂井地区（旧・坂井村）に関しては引き続き本校の学区となっていた。
麻績村教育委員会により筑北村立聖南中学校との将来的な統合が検討されていた。また筑北村教育委員会からも2010年（平成22年）12月6日、中学校を2012年（平成24年）4月までに1つに統合する案が示された。
2014年（平成26年）筑北村は、筑北村独自の学校統合に方針を変更し、麻績村、筑北村両村の学校統合は断ち切れとなった。
2017年（平成29年）6月、筑北村は2019年度限りで学校組合から脱退する旨の予告を麻績村に対して行い、2020年（令和2年）3月31日に予告通り脱退したことで学校組合は解散。同年4月1日、麻績村単独による「麻績村立筑北中学校」となった。従前、学区であった筑北村坂井地区は、筑北村立聖南中学校の通学区域になり、麻績村立筑北中学校の通学区域は麻績村のみとなった。筑北村は麻績村に対し、筑北中学校の財産分割の申し入れを行ったが、麻績村は一方的な脱退による財産分割は異例であるとして筑北村の要求を拒否した。

## 設備
出典による。
- 校舎延面積：5,451.89 m2
- 敷地面積：18,927.57 m2
- 建築構造：鉄筋コンクリート構造（一部鉄骨構造）3階建
- 工期：1974年（昭和49年）着工 - 1975年（昭和50年）竣工

## 防災
- 体育館が指定避難所に、校庭が指定緊急避難場所（物資輸送拠点）に指定されている[11]。
- 校地の北側一帯が土砂災害警戒区域（土石流・急傾斜地）・土砂災害特別警戒区域（急傾斜地）に指定されている[11]。
- 聖湖・すずらん湖（大沼池）が決壊した場合、15 - 20分後に浸水被害（浸水深2メートル未満）を受けると想定されている[12]。
- 学習センターに自動体外式除細動器 (AED) を設置している[13]。

## 交通アクセス
公共交通機関
JR篠ノ井線・聖高原駅から徒歩約10分間。